# Сакраменто (річка)
Сакраменто (англ. Sacramento River) - річка в північній і центральній Каліфорнії, США. Довжина річки - 719 км, площа водозбірного басейну - 71432 км². Це найбільша річка штату за витратою води. Бере свій початок на хребті Кламат і тече в південному напрямку вздовж більш ніж 640 км, перш ніж досягне затоки Суісун-Бей, яка є частиною затоки Сан-Франциско Тихого океану. Площа басейну річки Сакраменто - 71 000 км². Він, головним чином, займає район, оточений Каліфорнійськими береговими хребтами і горами Сьєрра-Невада, відомий як долина Сакраменто, а також включає частину вулканічного плато на північному сході Каліфорнії. Історично басейн річки був ширший і включав значні території на півдні штату Орегон, які зараз переважно є безстічною областю, що раніше мала стік у річку Піт.
Басейн річки був місцем інтенсивного видобутку золота в період Каліфорнійської золотої лихоманки. Довжина судноплавної ділянки, завдяки штучним каналам, становить близько 290 км. Океанські кораблі можуть проходити вгору по річці до міста Сакраменто. На річці кілька гребель, зокрема Шаста і Кесвік. Дельта річки отримала прізвисько «Еверглейдс Заходу». Популярне місце відпочинку і туризму.

## Опис
Річка Сакраменто бере початок на вулканічних плато і гірських хребтах північної Каліфорнії у вигляді двох витоків - річок Аппер-Сакраменто і Піт. Аппер-Сакраменто починається поблизу гори Шаста і тече на південь через гори Кламат протягом 116 км, протікаючи через населені пункти Маунт-Шаста, Дансм'юр та Лейкхед. Проте, справжні витоки річки Сакраменто знаходяться значно північно-східніше, в районі плато Модок, звідки несе свої води річка Піт. Обидві річки зливаються у водосховище Шаста, сформоване греблею Шаста. Витрата води річки Піт (120,9 м³/с) майже в 4 рази перевершує витрату води річки Аппер-Сакраменто (33,7 м³/с)[5]. Таким чином, річка Аппер-Сакраменто є основним верхів'ям річки Сакраменто тільки за назвою.
Нижче греблі Шаста річка Сакраменто тече в південному напрямі через передгір'я і остаточно спускається на рівнину поблизу міста Реддінг - першого великого міста вздовж течії річки та другого найбільшого міста вздовж усієї її течії. Із заходу і сходу річка приймає безліч невеликих і середніх приток. У місці, де Сакраменто меандрує Центральною рівниною, у містечку Ред-Блаф, значна частина потоку відводиться у два зрошувальні канали. Сакраменто продовжує текти на південь, приймаючи притоку Міл-Крік поблизу міста Тихама та притоки Стоні-Крік і Біг-Чіко-Крік на південний захід від міста Чіко. Далі річка протікає через місто Колуса і приймає притоку Б'ют-Крік за 5 км від Саттер-Б'ютс - групи ізольованих еродованих вулканічних куполів посеред долини Сакраменто[3].
За 40 км на південний схід від Колуси, поблизу містечка Фремонт-Ландінг, Сакраменто приймає свою найбільшу притоку (без урахування верхів'я Піт) - річку Фетер, яка спускається з гір Сьєрра-Невада на північному сході. Приблизно за 16 км нижче гирла Фетера річка протікає через місто Сакраменто і приймає притоку Американ-Рівер - свою другу за величиною притоку. Тут же річка розділяється на 2 рукави - основне природне русло і штучний канал. Обидва рукави також течуть у південному напрямі через низовини і знову зливаються в спільному естуарії річок Сакраменто і Сан-Хоакін поблизу міста Ріо-Віста.
Гирлом річки Сакраменто є затока Суісун-Бей поблизу міста Антіок, де вона зливається з річкою Сан-Хоакін, на південь від пагорбів Монтесума. Поблизу гирла ширина річки сягає 2 км. Спільні води двох річок течуть далі через затоку Суісун-Бей, протоку Каркінес, затоки Сан-Пабло і Сан-Франциско і зрештою потрапляють у Тихий океан на північ від міста Сан-Франциско[3]. 

## Притоки Сакраменто
- Сакраменто
  - Шаста-Лейк — 1-ше за об'ємом водосховище Каліфорнії; площа 120 км2, об'єм води 5,615 км3, 325 м над рівнем моря;
  - Піт[ru] — ліва притока, довжина 333 км, сточище 18296 км2, середній стік 2,067 м3/сек, висота витоку 1326 м, висота гирла 325 м;
    - озеро Гус — площа 380 км2, площа сточища 2800 км2, 1434 м над рівнем моря, найбільша глибина 7,3 м;
    - Еш-Крік — ліва притока, висота витоку 1592 м, висота гирла 1259 м, довжина 56 км, середній стік 2 м3/сек;
    - Хет-Крік — ліва притока;
    - МакКлауд — права притока, висота витоку 1426 м, висота гирла 325 м, довжина 124 км, сточище 1743 км2, середній стік 51 м3/сек;

  - Клір-Крік — права притока;
  - Коттонвід-Крік — права притока;
  - Баттл-Крік — ліва притока, висота витоку 265 м, висота гирла 103 м, довжина 76 км, сточище 945 км2, середній стік 14 м3/сек;
  - Мілл-Крік — ліва притока, висота витоку 2500 м, висота гирла 61 м, довжина 91 км, сточище 350 км2;
  - Томес-Крік — права притока, висота витоку 1969 м, висота гирла 56 м, довжина 100 км, сточище 777 км2, середній стік 8 м3/сек;
  - Дір-Крік — ліва притока, висота витоку 2231 м, висота гирла 55 м, довжина 97 км, сточище 590 км2;
  - Стоуні-Крік — права притока, висота витоку 444 м, висота гирла 33 м, довжина 118 км, сточище 2012 км2, середній стік 18 м3/сек;
  - Блек-Б'ютт-Лейк — площа 18 км2, площа сточища 1920 км2, об'єм води 0,144 км3, 156 м над рівнем моря;
  - Б'ютт-Крік — ліва притока, висота витоку 1908 м, висота гирла 16 м, довжина 150 км, сточище 1450 км2, середній стік 12 м3/сек;
  - Фезер — ліва притока, висота витоку 275 м, висота гирла 8 м, довжина 117 км, сточище 16050 км2, середній стік 236 м3/сек;
  - Лейк-Оровілль — 2-ге за об'ємом водосховище Каліфорнії; площа сточища 10200 км2, об'єм води 4,36 км3, 275 м над рівнем моря;
  - Норт-Форк — права притока, висота витоку 1657 м, висота гирла 275 м, довжина 113 км, сточище 5439 км2, середній стік 83 м3/сек;
  - Лейк Алманор
  - Іст-Бренч — ліва
  - Міддл-Форк — ліва притока, висота витоку 1485 м, висота гирла 275 м, довжина 158 км, сточище 2751 км2, середній стік 42 м3/сек;
  - Юба — ліва притока, висота витоку 344 м, висота гирла 15 м, довжина 64 км, сточище 3484 км2, середній стік 66 м3/сек;
    -       - водосховище Нью-Буллардс-Бар

    - Бер — ліва притока, висота витоку 1463 м, висота гирла 7 м, довжина 117 км, сточище 764 км2, середній стік 11 м3/сек;

  - Кеш-Крік — права притока, висота гирла 9 м, довжина 140 км, сточище 2950 км2, середній стік 15 м3/сек;
    - Клір-Лейк — площа водосховища 180 км2, об'єм води 4,36 км3, 405 м над рівнем моря, найглибше місце 18 м;
    - водосховище Індіан-Валі — площа водосховища 16 км2, площа сточища 320 км2, об'єм води 0,371 км3, 1421 м над рівнем моря;

  - Амерікен — ліва притока, висота витоку 77 м, висота гирла 7 м, довжина 50 км, сточище 5568 км2, середній стік 104 м3/сек;
    - Норт-Форк — права притока, висота витоку 2419 м, висота гирла 143 м, довжина 142 км, сточище 2580 км2, середній стік 65 м3/сек;
    - Фолсом-Лейк — площа водосховища 46,3 км2, об'єм води 1,2 км3, висота 143 м над рівнем моря;
    - Саут-Форк — ліва притока, висота витоку 2256 м, висота гирла 142 м, довжина 140 км, сточище 2200 км2, середній стік 41,3 м3/сек;
    - Міддл-Крік — ліва

  - П'юта-Крік — права притока, висота витоку 1113 м, висота гирла 2 м, довжина 137 км, сточище 1652 км2, середній стік 14 м3/сек;
    - Лейк Беррієсса — площа водосховища 84 км2, площа сточища 1490 км2, об'єм води 1,976 км3, висота 135 м над рівнем моря, найглибше місце 84 м.

## Каскад ГЕС
На річці розташовано ГЕС Шаста, ГЕС Кесвік.

## Історія

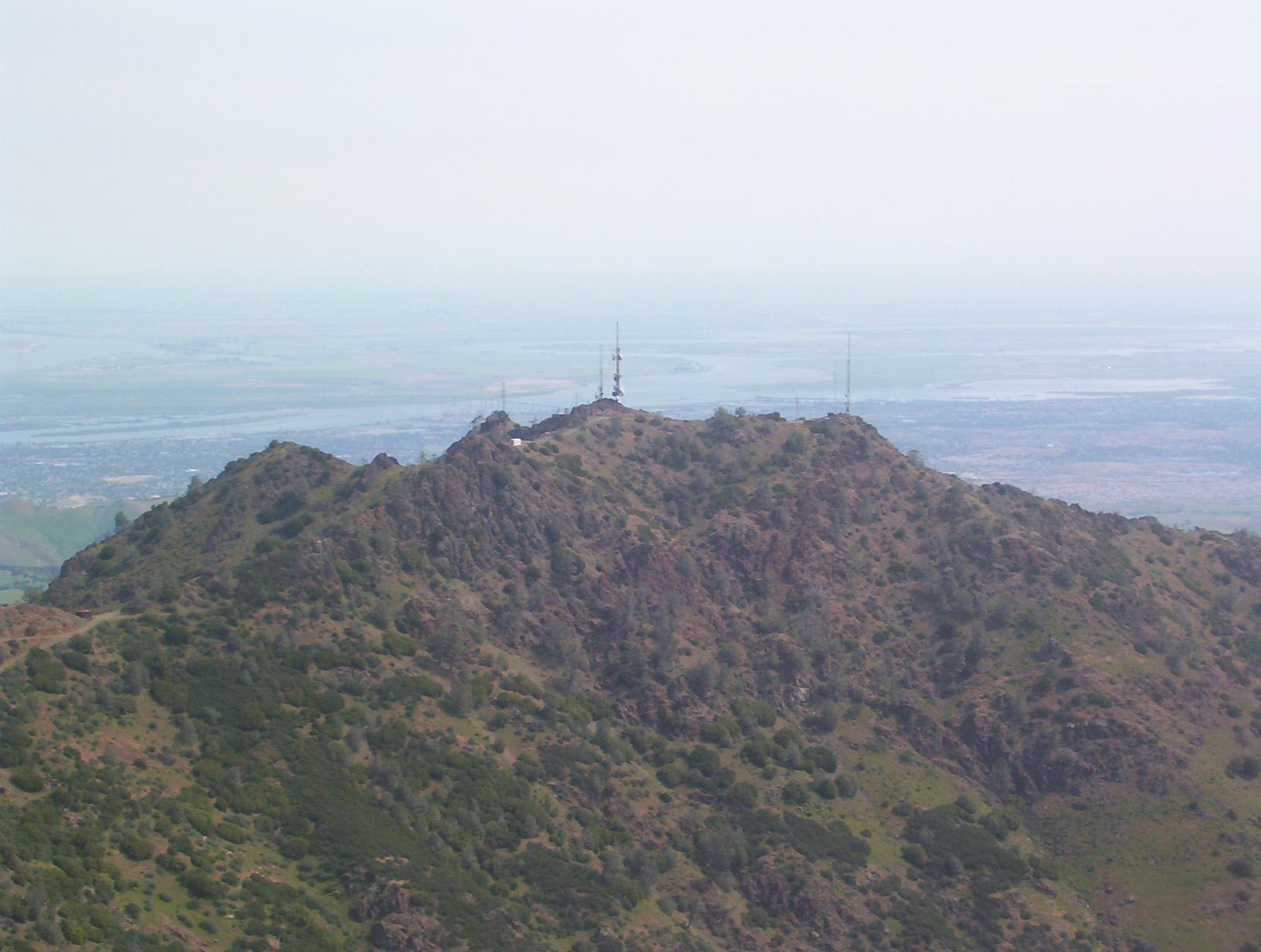
Вид на естуарій річок Сакраменто і Сан-Хоакін з гори Дьябло, недалеко від місця, де експедиція Педро Фагеса можливо вперше побачила річку Сакраменто

Долина Сакраменто вперше була заселена людьми близько 12 000 років тому, проте перші постійні поселення, ймовірно, з'явилися тільки близько 8000 років тому. Історики поділили місцеве населення на кілька груп (племен), до яких належать: шаста, модоків і ачомаві (на вулканічному плато на півночі); уїту і хупа (у горах Кламат і Трініті); номлаків, юкі, патвін і помо (Берегові хребти); яна, ацугеві, майду, конкоу і нісенан (Сьєрра та її західні передгір'я) і мівоків (на півдні).

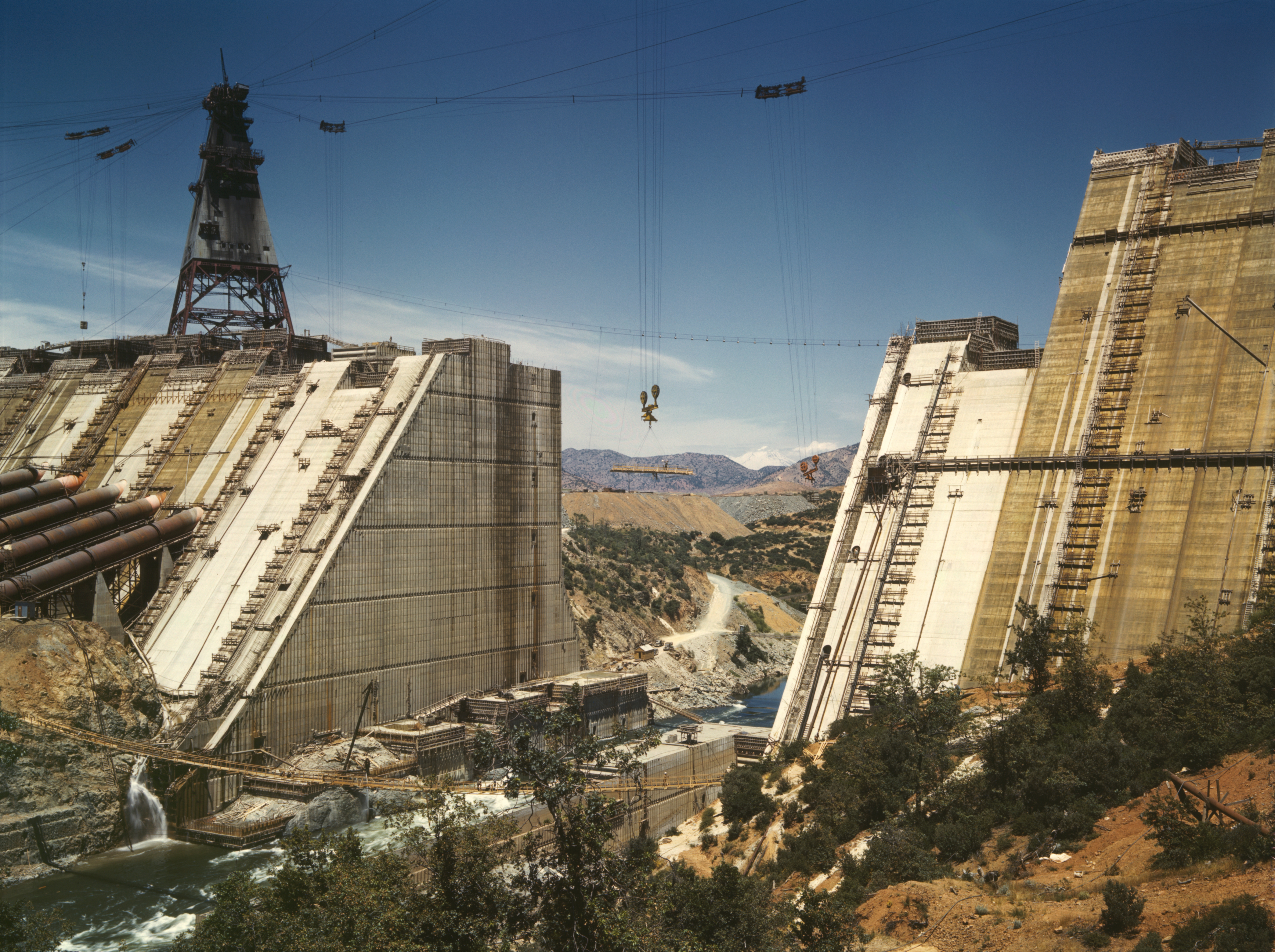
Гребля Шаста під час будівництва

Основним заняттям корінного населення долини Сакраменто було полювання, збиральництво та рибна ловля; землеробство було розвинене слабо. Розмір населених пунктів сильно різнився. Основним продуктом харчування населення долини, як і населення більшої частини сучасної Каліфорнії, були жолуді, з яких виготовляли хліб. Іншими важливими продуктами харчування були коріння диких рослин, насіння, ягоди, риба, м'ясо оленів, кроликів і птахів.
Першими європейцями, які відвідали ці місця, були, ймовірно, учасники іспанської експедиції до Північної Каліфорнії 1772 року, очолюваної капітаном Педро Фагесом. Експедиція піднялася на гори на північ від затоки Суїсун-Бей, звідки бачила естуарій річок Сакраменто і Сан-Хоакіна. Учасники експедиції зазначали, що Сан-Хоакін, що тече з півдня, була найбільшою річкою, побаченою ними. Можливо, з обраної для огляду позиції вони не побачили саму річку Сакраменто. 1808 року іспанський офіцер Габріель Морага, який подорожував з метою пошуку місця для побудови місій, став першим іноземцем, який точно побачив річку Сакраменто. Саме він назвав річку Ріо-де-лос-Сакраментос. У наступні роки нижню частину річки перетинали ще 2 іспанські експедиції, остання з них - у 1817 році.
Починаючи з 1820-х років цю територію відвідували траппери Компанії Гудзонової затоки, які просувалися на південь від Орегонської землі. Перша організована експедиція, очолювана Пітером Скіном Огденом, відвідала район гори Шаста 1826 року[24]. У цей час Каліфорнію контролювала Мексика, проте нечисленні мексиканські поселенці проживали головним чином у селах уздовж південного кордону і центральної частини узбережжя. Маунтінмени Компанії Гудзонової затоки створили з кількох індіанських шляхів Стежку Сіскію, яка йшла через гори від долини Вілламет в Орегоні до північної частини долини Сакраменто. Через деякий час ця стежка, розширена до Сан-Франциско і Портленда, стане важливим шляхом торгівлі та дорогою для переселенців. 